# Schamaldy-Sai
Schamaldy-Sai ist ein Ort im Westen Kirgisistans.

## Geographie
Schamaldy-Sai liegt im Oblus Dschalal-Abad direkt an der Grenze zwischen Kirgisistan und Usbekistan. Die Ortschaft wird vom Naryn durchflossen, der hier mit der Utschkorgon-Talsperre aufgestaut wird. Der Name kommt daher, dass die Siedlung in einem Abstand von wenigen Kilometern von der usbekischen Stadt Uchqoʻrgʻon liegt. Die Talsperre dient primär der Versorgung von Uchqoʻrgʻon. Etwas flussaufwärts liegen die Stadt Tasch-Kömür und die Schamaldy-Sai-Talsperre. Der Ort befindet sich am Rande des Ferghanatals. Östlich befindet sich das Ferghanagebirge.

## Bevölkerung
| Jahr | Einwohnerzahl |
| ---- | ------------- |
| 1970 | 05.764        |
| 1979 | 06.045        |
| 1989 | 08.894        |
| 1999 | 09.336        |
| 2009 | 09.550        |
| 2021 | 12.308        |

Quellen: bis 2009: ab 2009:

## Verwaltung
Der Ort ist seit 1957 als Siedlung städtischen Typs klassifiziert. Er liegt im Oblus Dschalal-Abad und ist nicht Teil eines Rajons, sondern verwaltungstechnisch der Stadt Tasch-Kömür unterstellt. Unweit im Rajon Nooken liegt außerdem ein kleineres Dorf mit dem gleichen Namen.

## Verkehr
Die Siedlung liegt verkehrstechnisch günstig. Der Naryn ist zwar nicht schiffbar, parallel verläuft aber die M41 (Pamir Highway). Die Staatsbahn Kyrgys Temir Dscholu betreibt außerdem eine Stichbahn aus Usbekistan, die durch den Ort bis in den Norden von Tasch-Kömür führt.